# نسبت قیمت تعدیل شده ادواری به سود
نسبت قیمت تعدیل شده ادواری به سود (انگلیسی: Cyclically adjusted price-to-earnings ratio) ، یا نسبت قیمت به سود شیللر ، یک ابزار ارزشیابی است که در بازار سرمایه آمریکا و برای  شاخص اس  اند پی 500 معمولاً استفاده شده است.